# Tour della nazionale maschile di rugby a 15 delle Figi 1974
La nazionale delle isole Figi di "rugby a 15" si reca in Tour in Nuova Zelanda.
Disputa 12 partite con 7 vittorie e 5 sconfitte.

## Risultati
| Westport (Nuova Zelanda) 24 luglio 1974 | Buller | 3 – 25 | Figi XV |  |

| Christchurch 27 luglio 1974 | Canterbury | 9 – 4 | Figi XV |  |

| Oamaru 31 luglio 1974 | North Otago | 11 – 14 | Figi XV |  |

| Dunedin 3 agosto 1974 | Otago | 7 – 9 | Figi XV |  |

| Blenheim (Nuova Zelanda) 7 agosto 1974 | Marlborough | 21 – 13 | Figi XV |  |

| Hamilton (Nuova Zelanda) 10 agosto 1974 | Waikato | 13 – 7 | Figi XV |  |

| Taumarunui 14 agosto 1974 | King Country | 3 – 38 | Figi XV | (Eden Park) |

| Auckland 17 agosto 1974 | New Zealand Māori | 24 – 9 | Figi |  |

| Napier 21 agosto 1974 | Hawke’s Bay | 21 – 28 | Figi XV |  |

| Whangarei 24 agosto 1974 | North Auckland | 8 – 21 | Figi XV |  |

| Wanganui 28 agosto 1974 | Wanhanui | 9 – 28 | Figi XV | (Athletic Park) |

| Wellington (Nuova Zelanda) 31 agosto 1974 | New Zealand Māori | 39 – 25 | Figi |  |

| Auckland 2 settembre 1974 | Auckland Invitation XV | 20 – 31 | Figi XV |  |